# Tim Maia
Sebastião Rodrigues Maia (Rio de Janeiro, 28 september 1942 - Niterói, 15 maart 1998) was een Braziliaanse artiest. Hij staat bekend om zijn eigenzinnige stijl, waarin weliswaar soul de boventoon voert, maar ook elementen van onder meer bossanova, samba en funk in terug te vinden zijn. 

## Discografie
Maia heeft sinds zijn debuut in 1970 een groot aantal naamloze albums uitgebracht. 
- 1970: Tim Maia
- 1971: Tim Maia
- 1972: Tim Maia
- 1973: Tim Maia
- 1975: Racional
- 1976: Racional, vol.2
- 1976: Tim Maia
- 1977: Tim Maia
- 1978: Tim Maia Disco Club
- 1978: Tim Maia
- 1979: Reencontro
- 1980: Tim Maia
- 1982: Nuvens
- 1983: O descobridor dos sete mares
- 1984: Sufocante
- 1985: Tim Maia
- 1986: Tim Maia (volume 10)
- 1987: Somos América
- 1988: Carinhos
- 1990: Dance bem
- 1990: Tim Maia interpreta Clássicos da Bossa Nova
- 1991: Sossego
- 1993: Não quero dinheiro
- 1993: Romântico
- 1994: Voltou clarear
- 1995: Tim Maia ao vivo
- 1995: Nova era glacial
- 1997: Pro meu grande amor
- 1997: Sorriso de criança
- 1997: What a Wonderful World
- 1997: Amigos do rei, com Os Cariocas
- 1997: Só você: Para ouvir e dançar
- 1998: Tim Maia ao Vivo II
- 2012:  Nobody can live forever: the existential soul of Tim Maia